# Kathryn Colin
Kathryn Colin –conocida como Kathy Colin– (6 de febrero de 1974) es una deportista estadounidense que compitió en piragüismo en la modalidad de aguas tranquilas. Ganó cinco medallas en los Juegos Panamericanos en los años 1999 y 2003.

## Palmarés internacional
| Juegos Panamericanos | Juegos Panamericanos            | Juegos Panamericanos | Juegos Panamericanos |
| Año                  | Lugar                           | Medalla              | Competición          |
| -------------------- | ------------------------------- | -------------------- | -------------------- |
| 1999                 | Winnipeg (Canadá)               | Medalla de plata     | K1 500 m             |
| 1999                 | Winnipeg (Canadá)               | Medalla de plata     | K2 500 m             |
| 1999                 | Winnipeg (Canadá)               | Medalla de bronce    | K4 500 m             |
| 2003                 | Santo Domingo (Rep. Dominicana) | Medalla de oro       | K2 500 m             |
| 2003                 | Santo Domingo (Rep. Dominicana) | Medalla de plata     | K4 500 m             |